# Angélica, mi vida
Angélica, mi vida é uma telenovela estadunidense exibida em 1989 pela Telemundo. Foi protagonizada por Laura Fabián e Jorge Villanueva com atuação antagônica de Marcos Beatancourt.

## Elenco
- Laura Fabián .... Angélica
- Jorge Villanueva .... José Luis
- Marcos Beatancourt .... César
- Alicia Montoya .... Inés
- Teresa Yenque .... Amanda
- Kenya Hernández .... Sonia
- James Víctor .... Jaime
- Zaide Silvia Gutiérrez .... Laura
- Ana M. Martínez Casado .... Raquel
- Bertila Damas .... Marta
- Jorge Luis Morejón .... Raúl
- Germán Barrios .... Pedro Juan
- Gloria Hayes .... Julie
- Carlos Montalvo .... Alfredo
- Gerardo Lugo .... Carlos
- Ivette Rodríguez .... Lily
- Alejandro Joglar .... Freddie
- Ava Alers .... Delfina
- Tomás Goros .... Ricardo
- Ricardo Pald .... Paul
- Ilka Tanya Payán .... Carmen Delia
- Jorge Luis Ramos .... Alejandro
- Alba Raquel Barros .... Sasha
- Rosa Blanca Menéndez .... Edith
- Lucianne Silva .... Susana
- Jaime Bello .... Walter
- Lourdes Morán .... María
- Osvaldo Ríos .... Dan
- Carlos Llerandi .... Padre Nolan
- Eusebia Beatancourt .... Maggie